# Santa María (El Salvador)
Santa María es un distrito del municipio de Usulutan Este en el departamento de Usulután, El Salvador. Según el censo oficial de 2024, tiene una población de 12.780 habitantes.

## Historia
El lugar que ocupa Santa María, era habitado por lencas desde fecha no establecida. En la "Relación Breve y Verdadera" del padre fray Alonso Ponce del año 1586, establece que había pasado "de largo por otro pueblo llamado Santa María, de los mismos indios (potones), visita (de clérigos) y Obispado (de Guatemala)". Ese mismo informe agrega la existencia de un "poblezuelo" de "Los Mexicanos", quienes se habían asentado como tropas auxiliares de los conquistadores españoles.
Es probable que Pedro de Alvarado haya fundado el pueblo de Santa María y el de Mexicapa, cuando armó la expedición hacia las Molucas entre 1539 y 1540 en la Bahía de Jiquilisco.
Mexicapa resultó destruido por piratas entre 1682 y 1683, aunque volvió a ser poblado, y para 1689 habitaban unas "veinte personas de confesión, todos indios mexicanos", según crónica de la época. Para el año 1770, Santa María pertenecía al curato de Usulután, y Mexicapa al de Ereguayquín; ambas poblaciones ingresaron en el Partido de Usulután en 1786, pero Mexicapa terminaría reducido a un caserío.
Entre los año 1824 y 1865 Santa María fue parte del departamento de San Miguel, y desde ese último año pertenece a Usulután. Para 1890 tenía una población de 670 habitantes. Obtuvo el título de ciudad en 1995.

## Información general
El distrito tiene un área de 11,9 km², y la cabecera una altitud de 95 m s. n. m. Las fiestas patronales se celebran en el mes de enero en honor a la Virgen de los Remedios. El nombre vernáculo de esta población es Monleo, topónimo ulúa que significa "Casa en la cañada caliente".